# Schloss Offendorf

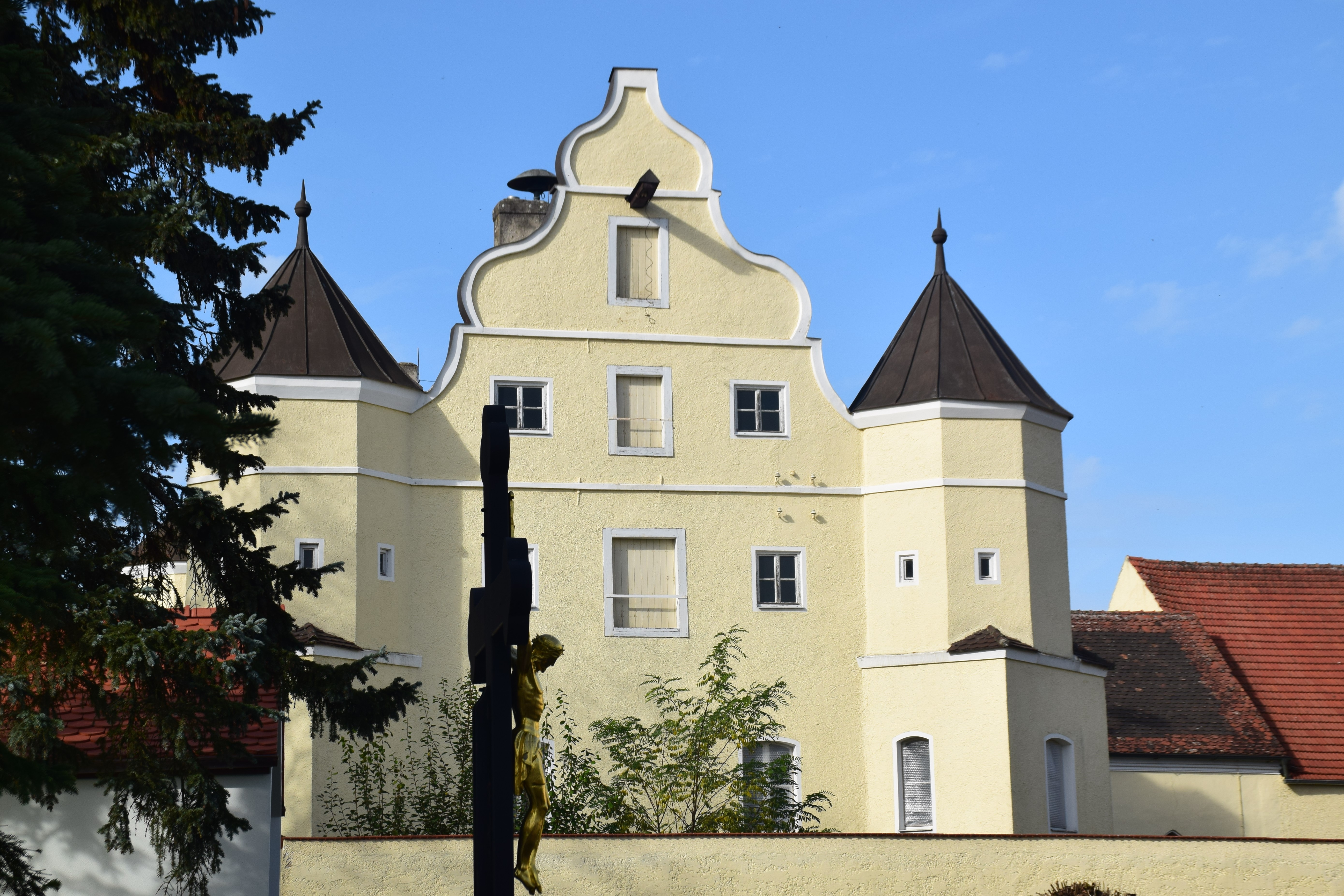
Ostansicht von Schloss Offendorf (2022)

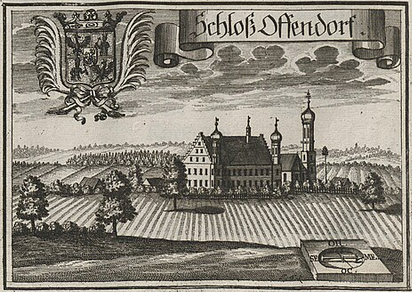
Schloss Offendorf nach einem Stich von Michael Wening (1726)

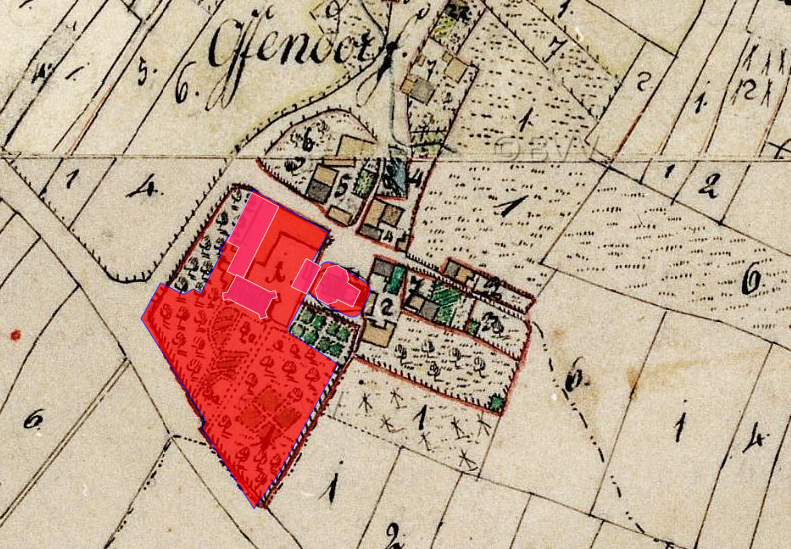
Lageplan von Schloss Offendorf auf dem Urkataster von Bayern

Das Schloss Offendorf ist ein Schloss in Offendorf, einem Ortsteil der Gemeinde Mindelstetten im Landkreis Eichstätt von Bayern. Die Anlage ist unter der Aktennummer D-1-76-147-12  als denkmalgeschütztes Baudenkmal von Offendorf verzeichnet. Ebenso wird sie als Bodendenkmal unter der Aktennummer D-1-7135-0363 im Bayernatlas als „untertägige mittelalterliche und frühneuzeitliche Siedlungsteile im Bereich des Schlosses von Offendorf“ geführt.

## Geschichte
Für das Schloss Offendorf gilt Paul Berghauser als Erbauer, auf ihn folgten die Geben von Hagenhill. 1440 wird Mitteroffendorf unter Johann II. von Abensberg zu einer Hofmark. 1550 kommt der Besitz an die Herren von Trautskirchen und 1607 an die Herren von Donnersberg. 1612 erfolgte der Bau des heutigen Schlosses anstelle einer älteren Anlage durch die Herren von Donnersberg. Weitere Besitzer waren Wolfgang von Müller (bis 1660), Professor von Widmont (bis 1727), die Herren von Ress (bis 1756), dann Hoppenbichler Schacky	(bis 1884) und 1884 die Daller von Mindelstetten. Von 1808 bis 1832 war es Sitz des Patrimonialgerichts Offendorf.

## Beschreibung
Das Schloss ist ein zweigeschossiger Satteldachbau mit Eckerkertürmen und einem Schweifgiebel. Das Portal trägt die Jahreszahl 1612. Zu der Anlage gehört ein vierseitig umbauter Schlosshof mit Wirtschaftstrakten, der westliche wurde ehemals als Brauerei verwendet. Seine gotisierenden Fenstern und Torbogen stammen aus dem 18./19. Jahrhundert.